# Jahodná (Slezské Beskydy)
Vrch Jahodná se nachází na katastrálním území města Třince asi 3 km severně od jeho centra. Tento vrch vysoký 425 m je horopisně součástí celku Slezských Beskyd, přesněji podcelku Čantoryjský hřbet, na jehož okraji leží a západním směrem zvolna přechází do Třinecké brázdy (součást Podbeskydské pahorkatiny). Jedná se o lokalitu, která je nejen díky výskytu vstavačovitých rostlin do jisté míry unikátní.

## Flóra
Díky geologickému podloží s výskytem těšínského vápence se jedná především o význačnou botanickou lokalitu, na které se vyskytují silně ohrožené druhy vstavačovitých rostlin jako vstavač bledý, vstavač mužský, dále ohrožený prstnatec májový a rovněž ohrožený druh okrotice bílá. Tyto rostliny nacházejí vhodné podmínky pro svůj růst na jedné ze zdejších luk .
Tyto louky jsou pozůstatkem zemědělské činnosti. Jejich společenstva jsou různá podle podloží a způsobu obhospodařování. Sušší květnaté louky v místech pramenišť přecházejí do podmáčených pcháčových luk. Část je využívána jako pastvina se společenstvem ovlivňovaným častým sešlapáváním a okusem. Jsou zde i silně degradované louky s převahou ruderálních bylin a dominantní kopřivou, které by měly být postupně trvalou péčí přeměněny na kvalitní luční porosty odpovídající danému biotopu. Neudržované plochy rychle zarůstají náletem dřevin a postupně dochází k přeměně v les.

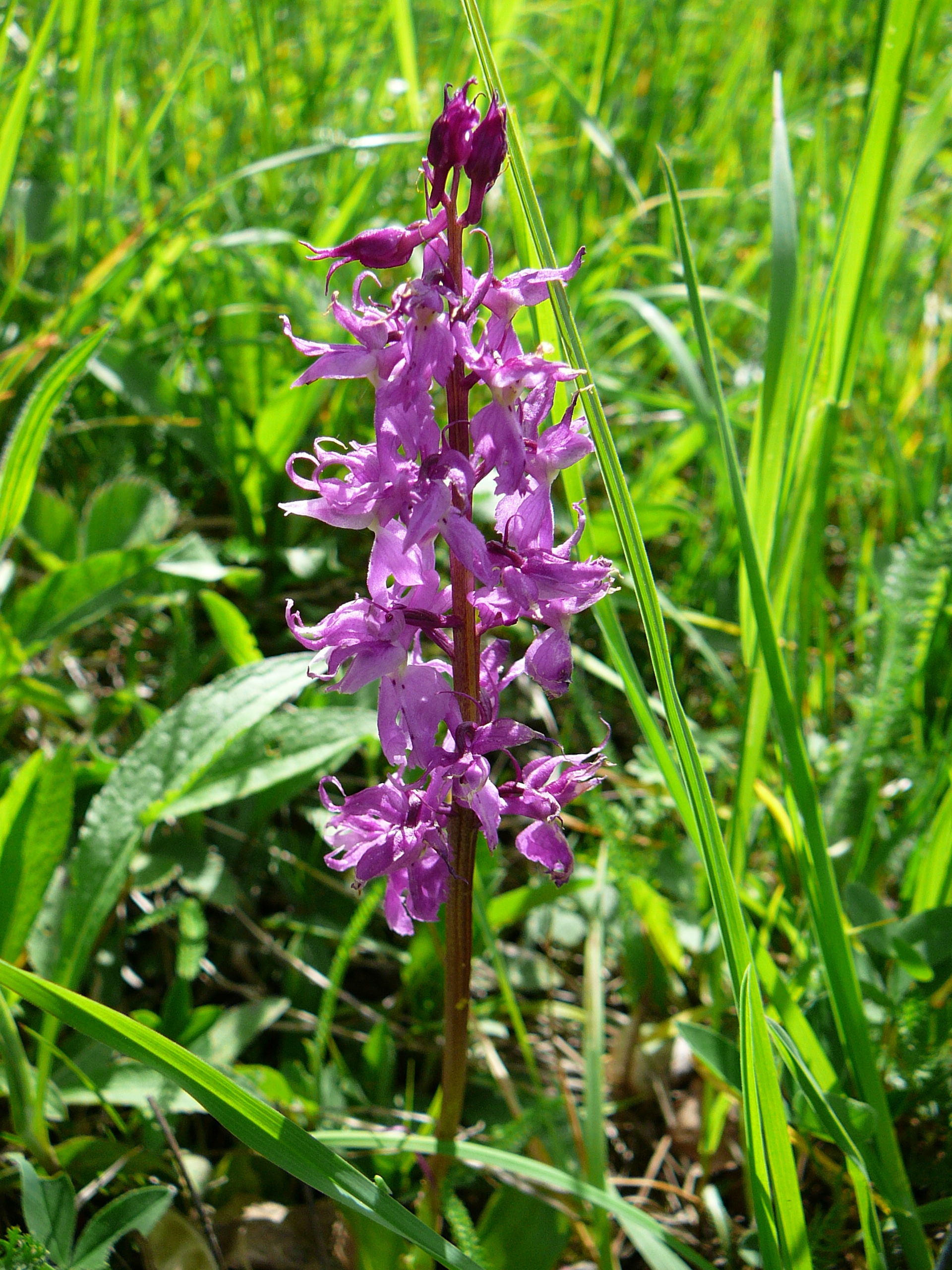
Vstavač mužský

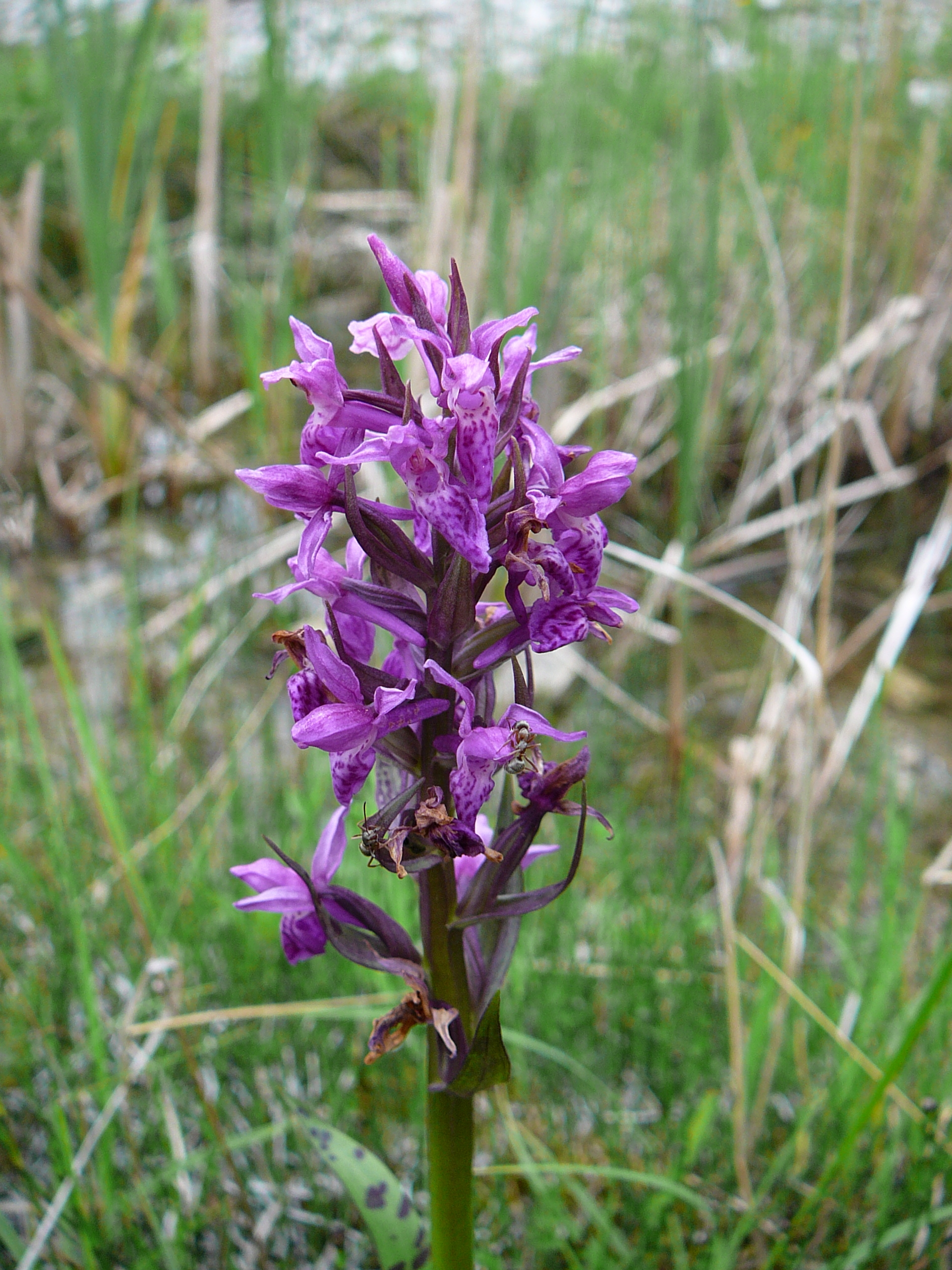
Prstnatec májový

Pravidelně sečené udržované louky na Jahodné jsou pestrým společenstvem trav a kvetoucích bylin. Trávy jako ovsík vyvýšený, srha laločnatá, lipnice luční, medyněk vlnatý a psinečky tvoří zelenou kulisu pro bílé květy kopretin, fialové kohoutky a hlavičky jetele lučního, které jsou doplněny modrými zvonky. Mezi tím vším září žluté květy pryskyřníků, škarda dvouletá, štírovník a kokrhel menší. Na lesních lemech rovněž zaujmou porosty žlutofialově kvetoucího černýše hajního a řepíku lékařského.

## Lesní společenstva
Lesy jsou převážně tvořeny dubohabřinami, pro které je typické vysoké zastoupení habru, dubu zimního, lípy srdčité a dubu letního. V okolí hřebene se vyskytují i květnaté bučiny, kde ve stromovém patře převládá buk lesní a přimísen může být i javor klen nebo jedle. Vysoký podíl lesa tvoří smrkové monokultury, které zde byly druhotně vysázeny a představují spíše produkční část lesa. Les je velmi důležitý z mnoha hledisek, pozitivně působí na psychiku člověka, zajišťuje produkci kyslíku, zvlhčuje vzduch, zabraňuje erozi půdy, napájí prameny a upravuje odtok spodních vod.

## Naučná stezka Jahodná
Jahodnou prochází 4 km dlouhá a 12 zastavení obsahující naučná stezka, která je celoročně otevřená. Na každém z 12. zastavení najdeme informační tabuli, podávající poučení o tomto území. Stezka se pohybuje ve výškovém rozsahu od 340–425 m a je pro svou dostupnost velmi oblíbená.
Nástup stezky je možný od autobusové zastávky Třinec-Sosna, Nemocnice. Návštěvníci se zde mohou dovědět něco o zdejší přírodě a historii tohoto regionu, o významu a funkci lesa, starých stromech, houbách a dalších zajímavostech. Snahou této naučné stezky je rozšířit znalosti návštěvníků o přírodním bohatství této oblasti.

## Vliv průmyslu na okolní prostředí
Vrch Jahodná snad jako první okusil průmyslový růst okolní oblasti. V polovině 19. století se zde nacházely štoly, v nichž se těžil siderit pro Třinecké železárny. Obsah železa v rudě byl však nízký, a tak po zahájení Košicko – Bohumínské dráhy v roce 1863 byla ruda dovážena ze Slovenska. Malé štoly v hřebeni Jahodné již nebyly dále využívány a časem byly zahlazeny. Dnes zde po nich není žádná památka.
Jako jeden z největších a pro přírodu nejhorších pozůstatků industrializace okolí je zdejší kaliště nacházející se na jižním svahu pod hřebenem. Patří třinecké energetice a v letech 1964–1999 zde probíhalo postupné hromadění odpadů (popel, struska, škvára). Vzniklo zde 13 třímetrových teras. Na spodních terasách se začala provádět rekultivace pomocí výsadby melioračních dřevin a travobylinných společenstev. Jezírko vzniklé v horní části je ukázkou schopnosti rychlé regenerace devastované krajiny obklopené přírodním prostředím. Nálet dřevin začíná vytvářet zapojené porosty, vodní plochu a její bezprostřední okolí osídlili živočichové a rostliny. Orobinec a rákos vytváří zelený prstenec kolem hladiny. Vhodné podmínky zde nacházejí nejen obojživelníci, ale i množství hmyzu, např. vážky, šídla a některé vzácné druhy ploštic a brouků jsou dokladem návratu kaliště k přírodním biotopům.